# خانه کبیری
خانه کبیری مربوط به اواخر دوره زند است و در خوی، خیابان آیت ا طالقانی، کوچه امیر، بن‌بست اخوان، پ۳ واقع شده و این اثر در تاریخ ۵ اردیبهشت ۱۳۵۶ با شمارهٔ ثبت ۱۶۱۳ به‌عنوان یکی از آثار ملی ایران به ثبت رسیده است.
این بنا در دو طبقه ساخته شده است اولین طبقه آن تزئینات چندانی ندارد و فقط در تالار آن گچ بری هایی به چشم میخورد اما طبقه دیگر بنا که از قسمت های مهم و قابل توجه است با نقاشی های بسیار زیبا از گل و بوته تزئین شده و دارای یک پنجره بزرگ مشبکی یا به اصطلاح ارسی با شیشه های رنگی است که نمای بسیار زیبایی به خانه داده است. سفره خانه ای نیز در حیاط موزه کبیری برای پذیرای از بازدید کنندگان وجود دارد. 